# Une petite ville en Allemagne
Une petite ville en Allemagne (titre original : A Small Town in Germany) est un roman d'espionnage britannique de John le Carré, paru en 1968.

## Résumé
La petite ville en Allemagne n'est autre que Bonn, capitale de la RFA après la Seconde Guerre mondiale et théâtre de la Guerre froide en ces années 1960 où se jouent les ralliements au Marché commun et au COMECON.
Un fonctionnaire de l'ambassade britannique, Leo Harting, disparaît brusquement en emportant, semble-t-il, des documents ultra confidentiels. L'agent Alan Turner est dépêché sur place afin de mener l'enquête.